# Lintach

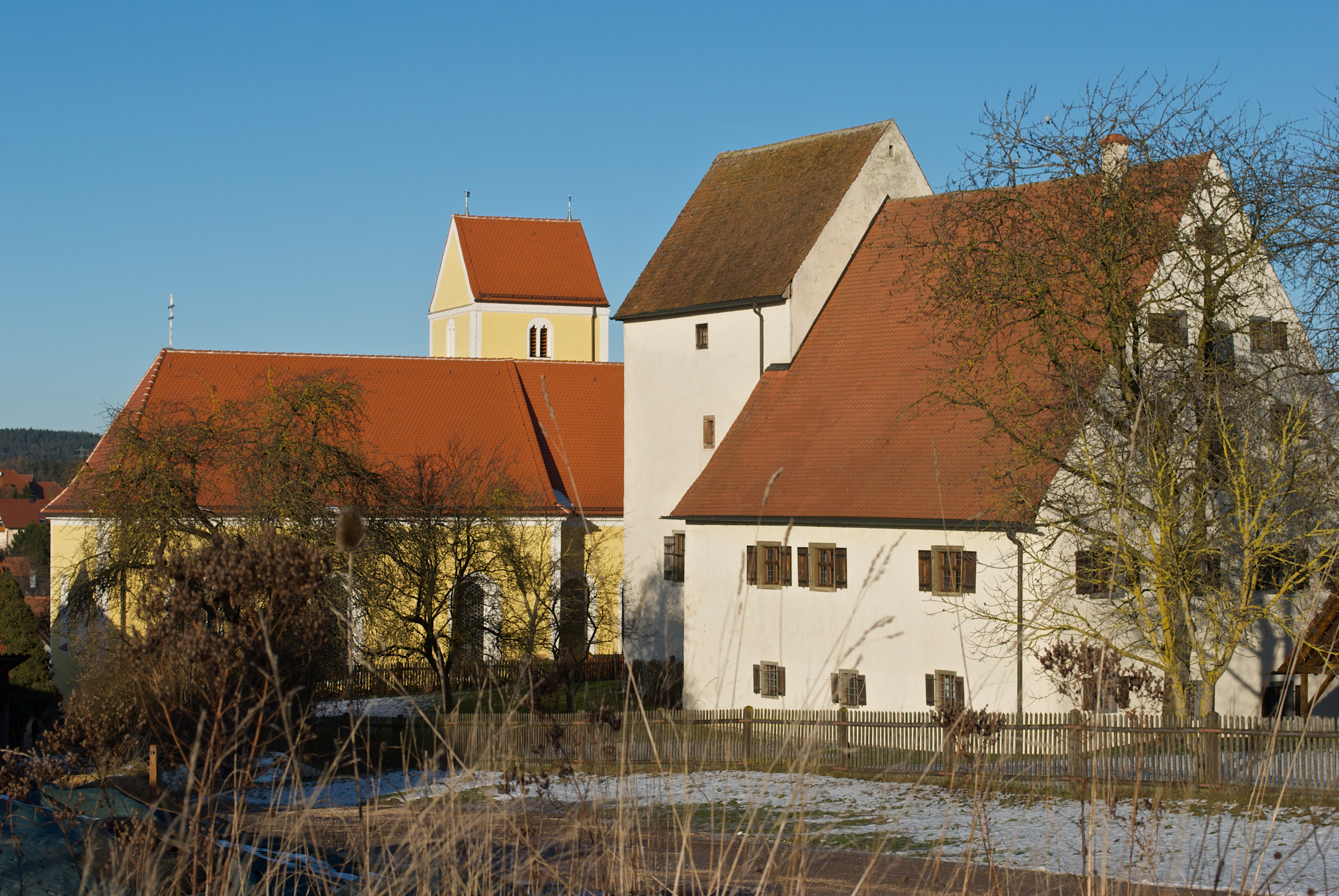
Église Sainte-Walburge et château Haut de Lintach.

Lintach est un village d'Allemagne situé dans le Haut-Palatinat à six kilomètres à l'est d'Amberg dans l'arrondissement d'Amberg-Sulzbach. Il a été intégré dans la commune de Freudenberg le 1er avril 1971. Il comptait 726 habitants au 31 janvier 2016.

## Histoire
La première mention de Lintach date du 2 juillet 1011, mais des fouilles autour de l'église Sainte-Walburge ont découvert des sépultures datant de la fin du VIIe siècle et du VIIIe siècle. Ce nom de lieu a évolué au cours des siècles de Lintawa, Lintaha, Linta en Lintach.

## Édifices
L'église actuelle Sainte-Walburge est construite en 1735-1736 avec un intérieur rococo remarquable qui est l'un des plus beaux de la région. On peut y admirer un maître-autel imposant, ses voûtes en berceau, ses stucs raffinés et ses trois statues gothiques : un saint Nicolas du XVe siècle, une sainte Walburge et une Vierge à l'Enfant. Le buffet d'orgue a été fait par Funtsch en 1746, et l'orgue est l'œuvre de Steinmeyer (8/I/P, 1901) et a été modernisé par Rainer Kilbert. L'orgue de chœur derrière le maître-autel date de 1907 par Fuchsmühl. 
Le château Haut est une bâtisse à pignon à double étage avec un noyau gothique. Il est en possession des Rorenstätter au XVe siècle puis des Vestenberg au XVIe siècle. Aujourd'hui c'est toujours une propriété privée. Il a été restauré récemment. 
Le château Bas, avec son escalier en colimaçon dans sa tour et son oriel, a été depuis 1625 pendant trois cents ans la propriété des Lochner von Hüttenbach, vieille famille de la noblesse franconienne. Il souffre d'un incendie en 1931. Il a été restauré par son propriétaire actuel. 

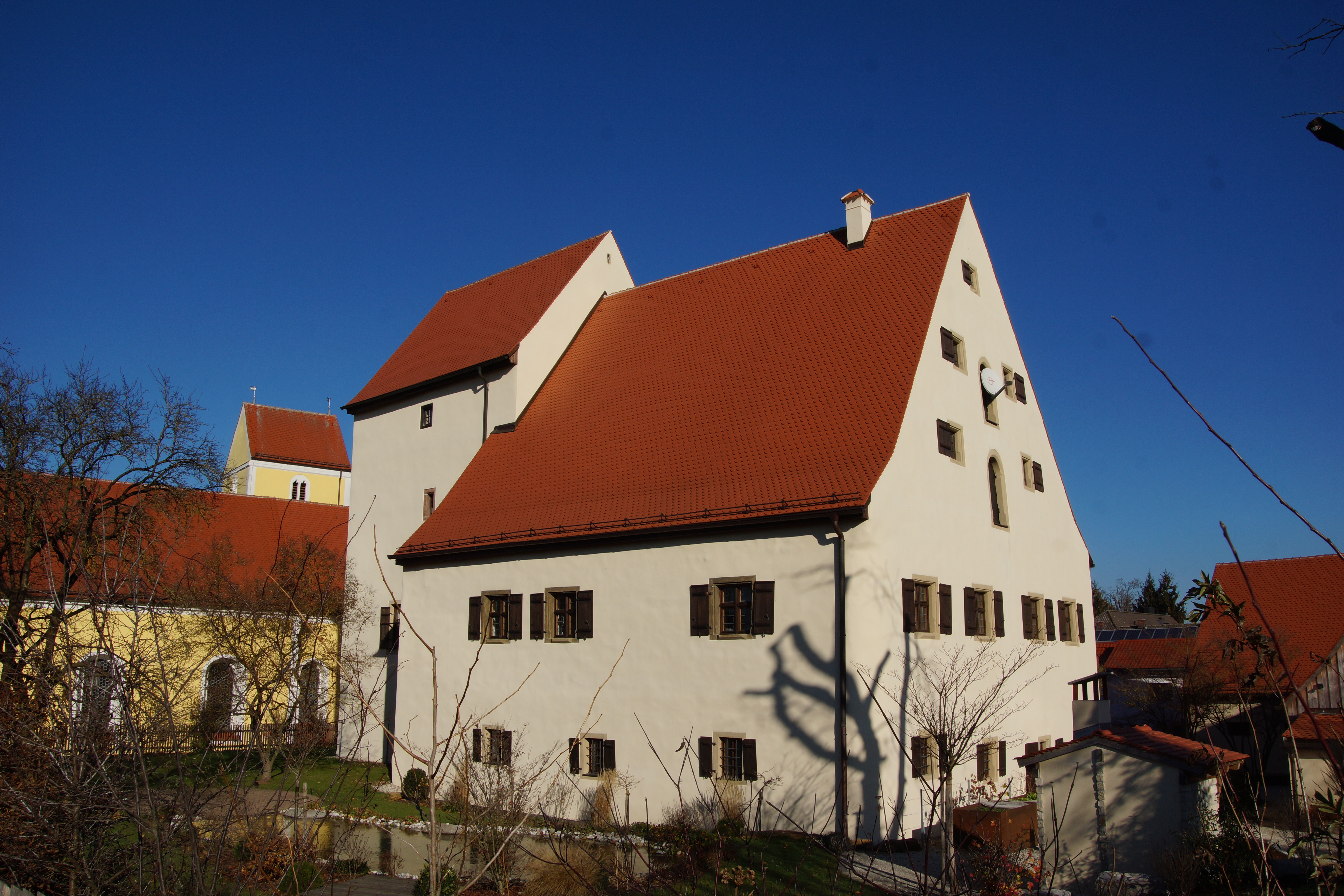
Château Haut de Lintach.
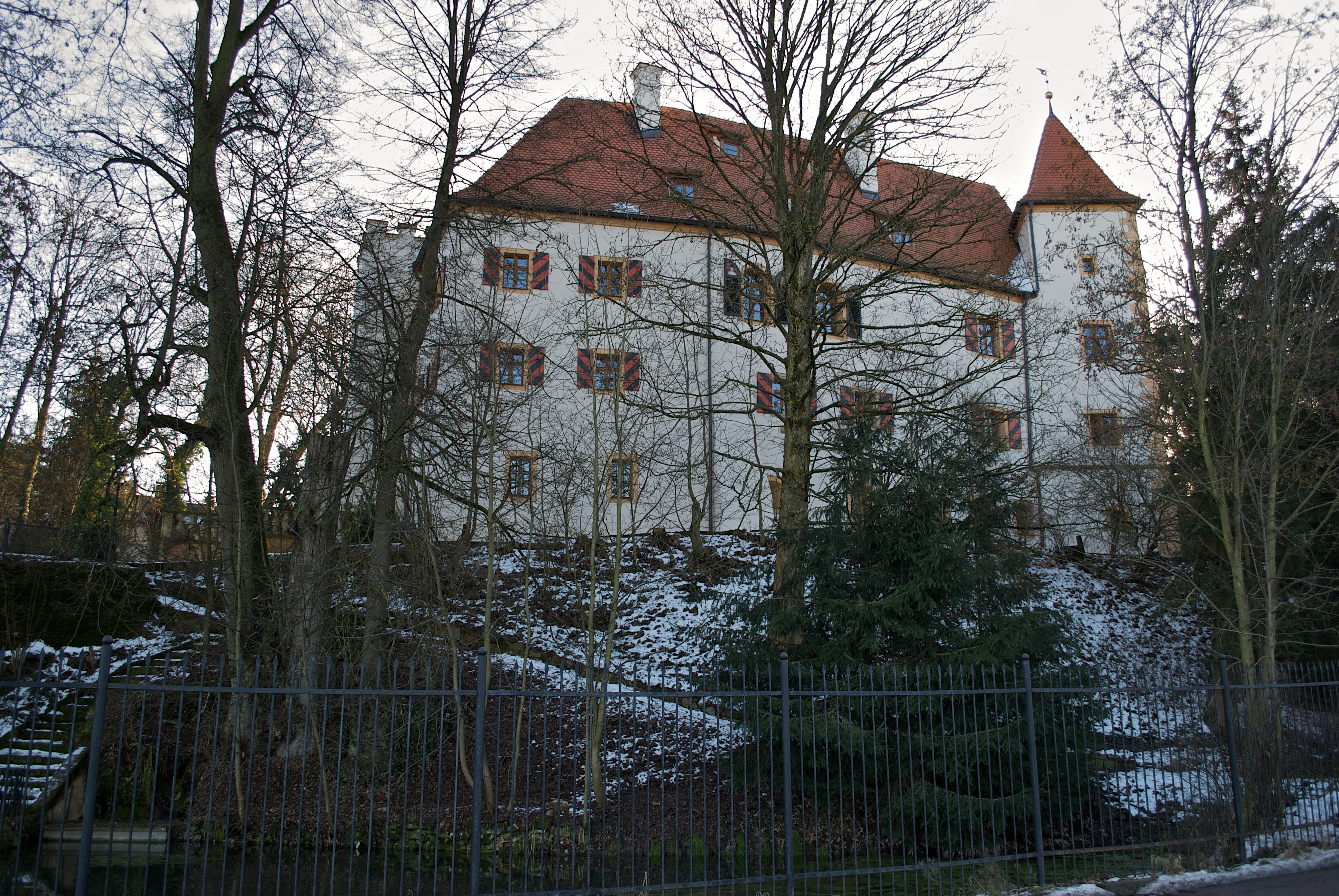
Château Bas de Lintach.

## Personnalités
- Professeur Ferdinand Haberl (né le 15 mars 1906 à Lintach et mort le 3 juillet 1985 à Ratisbonne), prélat, compositeur, directeur de l'école de musique sacrée de Ratisbonne.